# Saint Lucia ai Giochi della XXXIII Olimpiade
Saint Lucia ha partecipato ai Giochi della XXXIII Olimpiade, svoltisi a Parigi dal 26 luglio all'11 agosto 2024, con una delegazione di 4 atleti, 3 uomini e 1 donna in 3 discipline.
Il portabandiera alla cerimonia di apertura è stato Michael Joseph.

## Medagliere

### Per disciplina
| Sport            | Oro | Argento | Bronzo | Totale |
| ---------------- | --- | ------- | ------ | ------ |
| Atletica leggera | 1   | 1       | 0      | 2      |
| Totale           | 1   | 1       | 0      | 2      |

### Medaglie
| Medaglia | Nome          | Sport            | Evento              |
| -------- | ------------- | ---------------- | ------------------- |
| Oro      | Julien Alfred | Atletica leggera | 100 metri femminili |
| Argento  | Julien Alfred | Atletica leggera | 200 metri femminili |

## Delegazione
| Sport            | Uomini | Donne | Totale |
| ---------------- | ------ | ----- | ------ |
| Atletica leggera | 1      | 1     | 2      |
| Nuoto            | 1      | 0     | 1      |
| Vela             | 1      | 0     | 1      |
| Totale           | 3      | 1     | 4      |

## Risultati

### Atletica leggera
| Q | Qualificato al turno successivo per la posizione in qualificazione                                                           |
| q | Qualificato per il turno successivo per ripescaggio o, negli eventi su campo, conquistando la misura minima per qualificarsi |

Eventi su pista e strada
| Atleta         | Evento                | Batterie  | Batterie  | Ripescaggio | Ripescaggio | Semifinale      | Semifinale      | Finale          | Finale          |
| Atleta         | Evento                | Risultato | Posizione | Risultato   | Posizione   | Risultato       | Posizione       | Risultato       | Posizione       |
| -------------- | --------------------- | --------- | --------- | ----------- | ----------- | --------------- | --------------- | --------------- | --------------- |
| Michael Joseph | 400 m piani           | 45.69     | 8 R       | 45.64       | 4           | non qualificato | non qualificato | non qualificato | non qualificato |
| Julien Alfred  | 100 m piani femminili | 10.95     | 5 Q       | N.D.        | N.D.        | 10.84           | 1 Q             | 10.72 NR        | Oro             |
| Julien Alfred  | 200 m piani femminili | 22.41     | 1 Q       | N.D.        | N.D.        | 21.98           | 2 Q             | 22.08           | Argento         |

### Nuoto
Santa Lucia ha inviato un nuotatore a competere alle Olimpiadi di Parigi del 2024.
| Atleta             | Evento             | Batterie | Batterie  | Semifinale   | Semifinale   | Finale       | Finale       |
| Atleta             | Evento             | Tempo    | Posizione | Tempo        | Posizione    | Tempo        | Posizione    |
| ------------------ | ------------------ | -------- | --------- | ------------ | ------------ | ------------ | ------------ |
| Jayhan Odlum-Smith | 100 m stile libero | 50.39    | =44       | non avanzato | non avanzato | non avanzato | non avanzato |

Le qualificazioni per gli ultimi round di tutti gli eventi sono state decise solo in base al tempo, pertanto le posizioni mostrate sono i risultati complessivi rispetto ai concorrenti in tutte le manche.

### Vela
Santa Lucia inviò un marinaio a competere ai giochi dopo aver ricevuto l'assegnazione dei posti Universality.

| Atleta       | Evento | Gara | Gara | Gara | Gara | Gara | Gara | Gara | Gara | Gara       | Gara       | Gara | Punti netti | Posizione finale |
| Atleta       | Evento | 1    | 2    | 3    | 4    | 5    | 6    | 7    | 8    | 9          | 10         | M*   | Punti netti | Posizione finale |
| ------------ | ------ | ---- | ---- | ---- | ---- | ---- | ---- | ---- | ---- | ---------- | ---------- | ---- | ----------- | ---------------- |
| Luc Chevrier | ILCA 7 | 24   | 36   | 19   | 25   | 11   | 28   | 27   | 29   | Cancellata | Cancellata | EL   | 163         | 29               |

M = Medaglia in gara; EL = Eliminato – non avanzato per la medaglia in gara